# Resolution Island
Resolution Island è una delle tante isole artiche canadesi disabitate nella Regione di Qikiqtaaluk, nel Nunavut. È un'isola al largo dell'Isola di Baffin situata nello Stretto di Davis. Ha una superficie di 1.015 kmq. Le isole Lower Savage si trovano tra l'isola di Resolution e l'isola di Baffin, mentre lo stretto di Graves separa l'isola di Resolution dall'isola più settentrionale di Edgell.
L'esploratore inglese Martin Frobisher sbarcò sull'isola il 28 luglio 1576, durante un viaggio alla scoperta del favoloso passaggio a nord-ovest. Tuttavia sembra che sia stata nominata Resolution nel 1612 da Sir Thomas Button, in onore della sua stessa nave, la Resolution.
L'isola ospitava una base militare americana, ora CFS Resolution Island, che divenne operativa nel 1954 come parte della linea Distant Early Warning (DEW). La base fu liberata nel 1973 e consegnata al governo canadese nel 1974.
La nave mercantile canadese denominata "MINNA" è naufragata sul lato est dell'isola, il 18 agosto 1974. La nave era allora noleggiata dal Bedford Institute of Oceanography e stava effettuando indagini scientifiche al momento dell'incidente. Gravemente danneggiato, l'equipaggio della nave e l'attrezzatura scientifica furono rimossi. Il maltempo ha spazzato la nave in acque più profonde dove è affondata il 2 ottobre 1974. Questa nave con una lunghezza di 275 piedi e un dislocamento di 4280 tonnellate era basata ad Halifax ed era regolarmente in charter con il BIO per indagini idrografiche sulla costa del Labrador e Stretto di Hudson. La MINNA fu costruita nel 1962 e aveva un equipaggio di 21 uomini + 18 scienziati.
Fu durante le indagini sul sito tra il 1987 e il 1990 che fu scoperta per la prima volta la contaminazione nel sito. La contaminazione proviene in gran parte da fuoriuscite dalle apparecchiature radar, che utilizzavano policlorobifenili (PCB) come isolanti. Altri inquinanti includono fluidi di trasformazione inutilizzati, idrocarburi, amianto e metalli pesanti negli edifici e sparsi in tutto il sito. La Resolution Island è stata identificata come quella con il più alto livello di contaminazione da PCB di tutti gli ex siti militari che rientrano nella responsabilità dell'Indian and Northern Affairs Canada (INAC) nel nord.
Nel 1993 e nel 1994 è stata completata una valutazione ambientale del sito dell'area. Di conseguenza, sono state posizionate barriere temporanee lungo i percorsi di drenaggio per fermare la migrazione dei PCB nell'acqua. Sono state fatte ulteriori indagini e, nel 1997, l'INAC ha avviato lavori di bonifica con Qikiqtaaluk Corporation (QC). È stato sviluppato un piano di bonifica su larga scala, in collaborazione con Environment Canada, QC e Queen's University. A quel tempo furono prese misure per garantire che i contaminanti non rappresentassero un rischio per l'uomo e la fauna selvatica.